# سافيام
الشركة العامة المحدودة للمركبات الصناعية والمعدات الميكانيكية (بالفرنسية: Société Anonyme de Véhicules Industriels et d'Equipements Mécaniques)‏، المعروفة بالاختصار سافيام (بالفرنسية: Saviem)‏. كان مصنعًا فرنسيًا للشاحنات والحافلات (الحافلات جزء من مجموعة رينو)، ومقرها في سوريسن. تأسست الشركة في عام 1955 من خلال دمج مجموعة رينو للمركبات الثقيلة مع شركة سوموا وشركة لاتيل واختفت في عام 1978 عندما تم دمجها مع منافستها السابقة شركة بيرليت لتشكيل شركة شاحنات رينو.

## التاريخ

### الأعوام الأولى
في نهاية عام 1946، تخلت مجموعة رينو عن إنتاج الشاحنات الثقيلة بسبب مشاكلها المالية، وفقدت الشركة مكانة الشركة الرائدة في السوق الفرنسية التي كانت عليها قبل الحرب العالمية الثانية. ومع ذلك، فإن التطور السريع وتركيز الإنتاج على هذا القطاع جعل مجموعة رينو تبحث عن طرق للدخول إلى السوق. في عام 1950، وضع الرئيس الفني لمجموعة رينو فرناند بيكار، خطة لإطلاق مجموعة محدودة من الشاحنات والحافلات بمحرك واحد 105 حصان مستفيدًا من وفورات الحجم التي ثبت أنها غير ناجحة. في عام 1953 تم تغيير الاستراتيجية وقررت مجموعة رينو الاستحواذ على الشركات المصنعة المنافسة بدءًا من شركة سوموا وشركة لاتيل. تأسست شركة سافيام في أكتوبر 1955 عن طريق اندماج عمليات تصنيع شاحنات وحافلات مجموعة رينو مع شركة سوموا وشركة لاتيل وكان لكل من شنايدر إليكتريك (مالك شركة سوموا) وعائلة بلوم (مالك شركة لاتيل) حصص في الشركة الجديدة. في البداية، تمت إضافة اسم سافيام إلى جانب الشارات الحالية لشركات التشكيل الثلاث ولكن منذ عام 1957 فصاعدًا ظهر سافيام آل-آس-آر (Saviem-LRS) كاسم علامة تجارية على منتجات الشركة (الاسم المختصر الذي يمثل ماركيز لاتيل، ومجموعة رينو وشركة سوموا السابقة)، والذي تم تبسيطه إلى سافيام في عام 1960. في عام 1959 أصبحت سافيام شركة فرعية مملوكة بالكامل لمجموعة رينو. تألفت المجموعة الأولى للشركة من مركبات تجارية صغيرة مشتقة من موديلات رينو الحالية، شاحنات متوسطة وثقيلة جديدة بمحركات ألفا روميو. من خلال نهج السوق القوي الذي يركز على الحجم بدلاً من الجودة، أصبحت سافيام رائدة في المبيعات في فرنسا.

### الدمج مع بيرليت
نتيجة لإعادة ترتيب الشركات وقرار الدولة الفرنسية بتوحيد إنتاج المركبات الثقيلة في فرنسا، استحوذت رينو أيضاً على شركة بيرليت لتصنيع الشاحنات والحافلات، والتي كانت تابعة لمجموعة ميشلان، في 1975. في 1978، اندمجت بيرليت وسافيام لتكوين شركة رينو للشاحنات.

## المصانع

### فينيسيو وسانت وين
كان مصنعا فينيسيو وسانت وين لشركة سوموا. استمر مصنع فينيسيو في إنشاء الشاحنات حتى 1962، فيما كان مصنع سانت وين لتجميع المحركات  حتى نُقِل هذا النشاط بالكامل إلى ليموج في 1964.

### سوريسن وسان كلو
كان مصنعا سوريسن وسان كلو لشركة لاتيل. توقف مصنع سوريسن عن العمل لكنه تحول إلى مقر للشركة ومركز الأبحاث والتطوير الخاص بها.

### أرجنتوي
كان مصنع أرجنتوي سابقاً مملوكاً لشركة تشوسون وبدأت سافيام إدارته منذ 1960، وكان ينتج قطع الغيار للشركتين.

### آنوناي
مصنع للباصات والحافلات منذ 1961، كان تابعاً لشركتي فلويرات وآيزوبلوك.

### بلانفي-سور-أورن
بني في 1956، وهو المصنع الوحيد المملوك لسافيام من 1966 للآن. كان هذا المصنع معقل أحد أول الاحتجاجات العمالية التي أدت لأحداث مايو 1968 في فرنسا.

### ليموج
في مايو 1964، تبرعت الحكومة الفرنسية لسافيام بمصنع ليموج، الذي كان مصنعاً لقطع غيار الطائرات. صار هذا المصنع هو الموقع الرئيسي لتجميع المحركات للشركة.

### ليون
كان لشركة ريشار كونتينيتال المملوكة لسافيام مصنعان في ليون.

## الإصدارات

### الشاحنات وعربات النقل التجارية

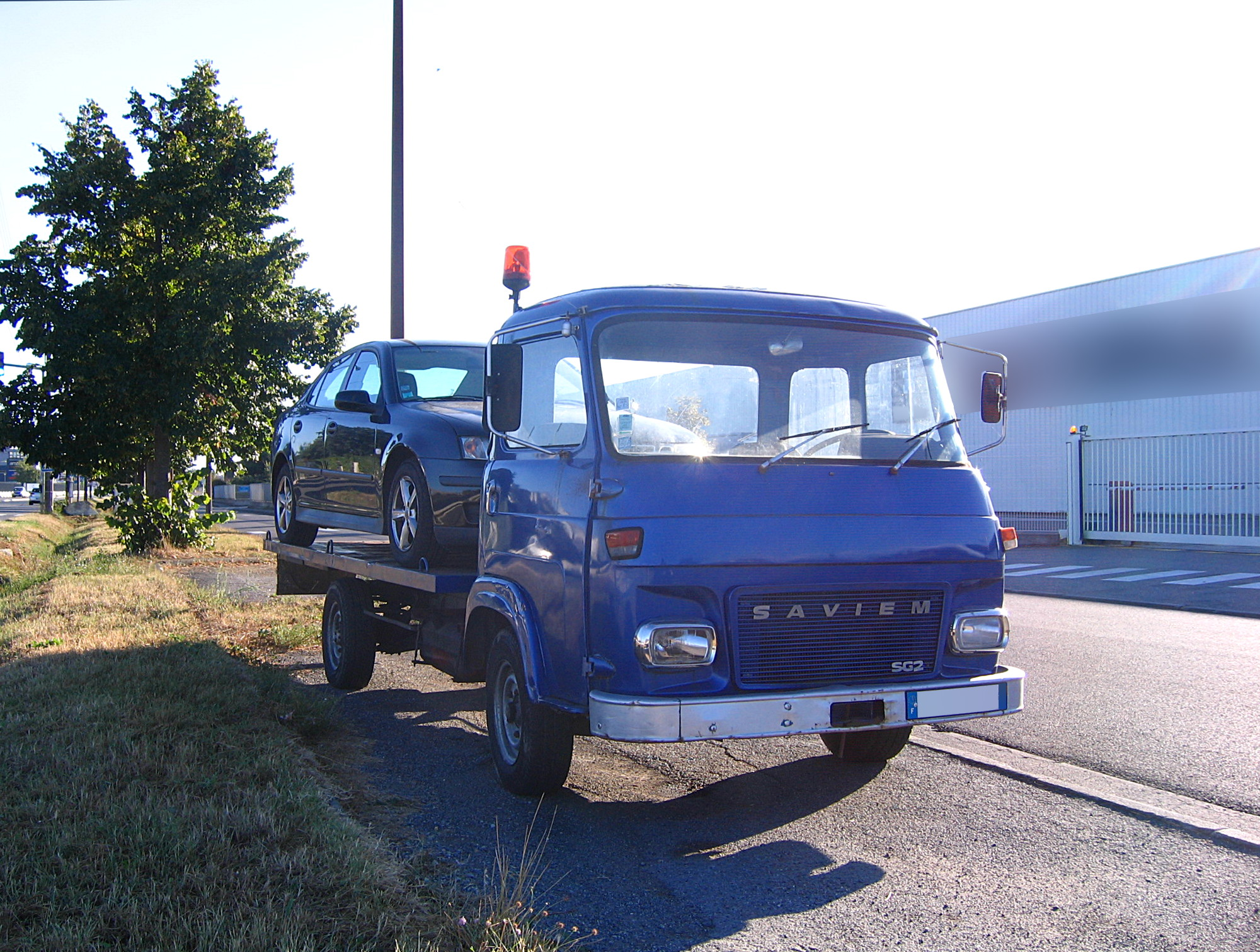
سافيام سوبر غويليت

- رينو/سافيام غاليون.[3]
- رينو/سافيام غويليت.[3]
- رينو/سافيام سوبر غاليون.[11]
- رينو/سافيام سوبر غويليت.[11]
- سافيام H
- سافيام J
- سافيام JL[4]
- سافيام JM
- سافيام P
- سافيام S
- سافيام SM

### الباصات والحافلات
- سلسلة سافيام R[12]
- سافيام ZR20[12]
- سافيام-فلويرا ZF 20[12]
- سافيام-تشوسون 1/2/5[12]
- سافيام SC10[3]
- سافيام S45[12]
- سافيام S53[12]
- سافيام S105[12]
- سافيام E5[13]
- سافيام E7[13]